# Vlootvoogd
Vlootvoogd was in de volksmond de benaming voor een bevelhebber over een eskader schepen, afkomstig van verschillende admiraliteiten. Met name in die tijd van  de VOC en de WIC, waarbij elke provincie zijn eigen admiraliteit had. De vlootvoogd werd vaak belast met bijzondere militaire opdrachten. De benaming is in onbruik geraakt na de eenwording van de staat der Nederlanden (1795), waarbij werd uitgegaan van één centrale admiraliteit in Amsterdam.

## Bekende vlootvoogden

### Nederlanden
- Jacob Pieter van Braam
- Jan van Galen
- Piet Hein
- Conrad Helfrich[1]
- Egbert Bartolomeusz Kortenaer
- Michiel de Ruyter
- Cornelis Tromp
- Maarten Tromp
- Witte de With